# سیم‌پیچ پیوندی

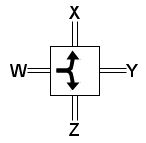
در هم آمیخته‌اند.

سیم پیچ پیوندی (به انگلیسی: hybrid coil) یا ترنسفورمر پل (به انگلیسی: Bridge Transformer) یک نوع ترنسفورمر است که دارای سه سیم پیچی است و طوری طراحی شده که مانند مداری باشد که دارای 4 انشعاب (درگاه) است که دو به دو در هم آمیخته‌اند.
هنگامی که یک سیگنال به یک پورت می رسد، میان دو انشعاب مجاور هم تقسیم می‌شود اما در در انشعاب مقابل ظاهر نمی‌شود. در شماتیک، سیگنال ورودی از W بین X و Z تقسیم می‌شود و هیچ سیگنالی به y نمی‌رسد. هم چنین، سیگنال‌هایی که از X وارد می‌شوند، بین W و y تقسیم می‌شوند و z سهمی نمی‌برد و این روند ادامه دارد.
برای کارکرد درست، باید امپدانس مشخصه همهٔ پورت‌ها برابر باشد.

## توضیح
کاربرد اصلی سیم پیچ پیوندی باند صدای انسان تبدیل کردن کارکرد مدار دو سیمه و مدار چهار سیمه به هم در یک مدار مخابرات است. به این تبدیل‌ها هنگامی نیاز است که تکرارگرها در مدارهای 2 سیمه استفاده شوند که در سیستم‌های مکالمه راه دور یافت می شد.